# Loreto-di-Casinca
Loreto-di-Casinca es una comuna y población de Francia, en la región de Córcega, departamento de Alta Córcega.
Su población en el censo de 1999 era de 234 habitantes.

## Demografía
| 428 | 430 | 255 | 213 | 225 | 234 |
| Para los censos de 1962 a 1999 la población legal corresponde a la población sin duplicidades (Fuente: INSEE [Consultar]) |     |     |     |     |     |